# Gand-Wevelgem 1957
La Gand-Wevelgem 1957, diciannovesima edizione della corsa, si svolse il 23 marzo su un percorso di 207 km, con partenza a Gand e arrivo a Wevelgem. Fu vinta dal belga Rik Van Looy della Faema-Guerra, che bissò il successo dell'anno precedente, davanti ai suoi connazionali André Noyelle e Lucien Mathys.

## Ordine d'arrivo (Top 10)
| Pos. | Corridore         | Squadra               | Tempo    |
| ---- | ----------------- | --------------------- | -------- |
| 1    | Rik Van Looy      | Faema-Guerra          | 5h09'24" |
| 2    | André Noyelle     | Bertin-The Dura       | s.t.     |
| 3    | Lucien Mathys     | Groene Leeuw          | s.t.     |
| 4    | Ernest Heyvaert   | Carpano-Coppi         | s.t.     |
| 5    | Jef Planckaert    | Peugeot-BP-Dunlop     | s.t.     |
| 6    | Norbert Kerckhove | Faema-Guerra          | s.t.     |
| 7    | Willy Schroeders  | Faema-Guerra          | s.t.     |
| 8    | Julien Schepens   | Mercier-BP-Hutchinson | a 50"    |
| 9    | Jozef Schils      | Faema-Guerra          | s.t.     |
| 10   | Léon Van Daele    | Faema-Guerra          | s.t.     |